# Les Fougerêts
Les Fougerêts (in bretone: Felgerieg-al-Lann) è un comune francese di 955 abitanti situato nel dipartimento del Morbihan nella regione della Bretagna.

## Società

### Evoluzione demografica
Abitanti censiti